# Anacroneuria tayrona
Anacroneuria tayrona är en bäcksländeart som beskrevs av Maria del Carmen Zúñiga och Tamaris-turizo 2007. Anacroneuria tayrona ingår i släktet Anacroneuria och familjen jättebäcksländor. Inga underarter finns listade i Catalogue of Life.